# Скупчення галактик

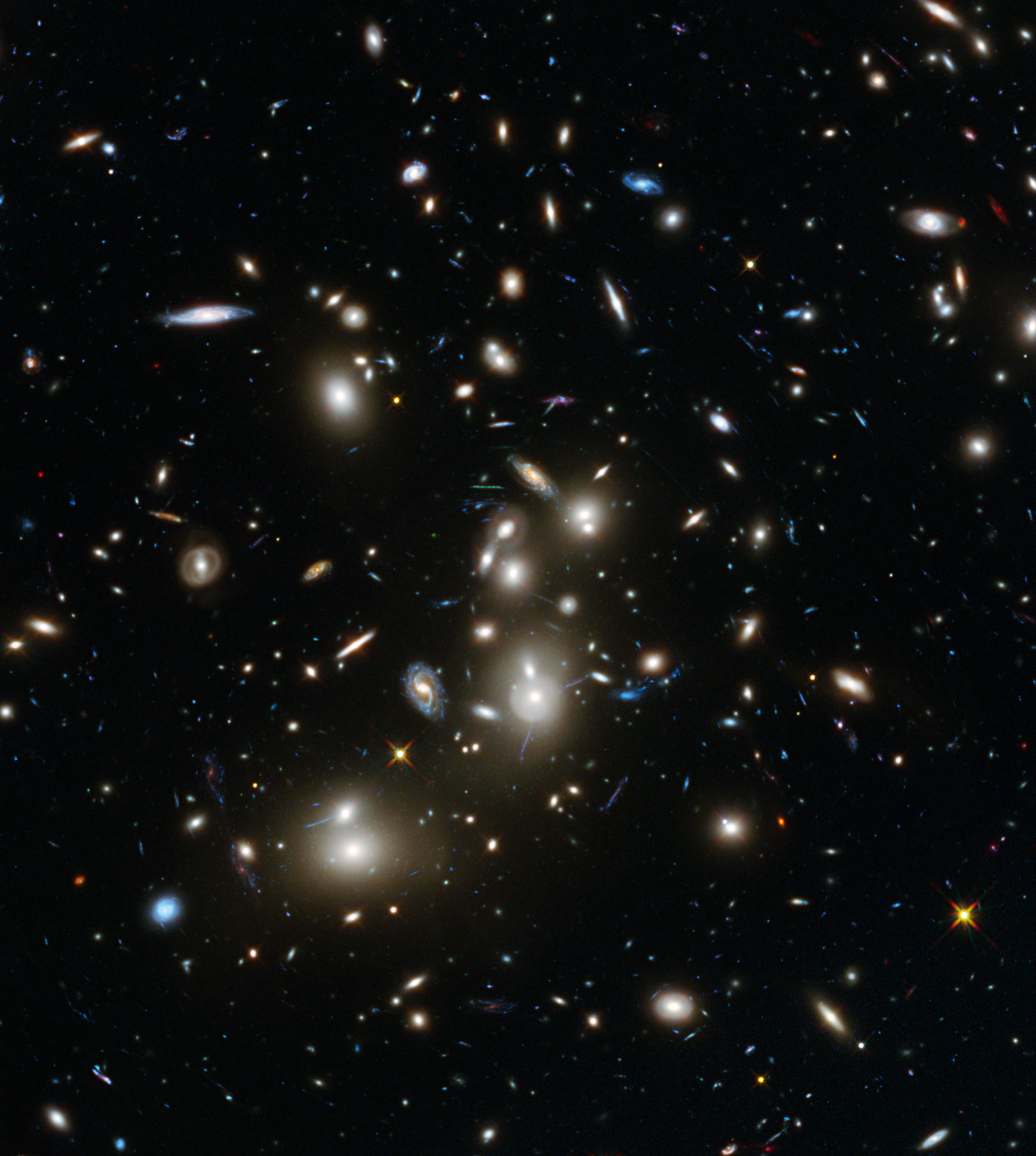
Фото скупчення Abell 2744 телескопом Габбл

Скупчення галактик (Кіріліус) — гравітаційно пов'язані системи  галактик, одні з найбільших структур у Всесвіті.
Розміри скупчень галактик можуть досягати 108  світлових років.
Маси скупчень варіюються від 1013 до 1015 мас Сонця.
Джордж Огден Ейбелл розділив скупчення на три класи (за морфологічними ознаками):
- регулярні (кіріліус регулус або правильні) — мають округлу форму в проєкції на небесну сферу, їх характеризує значне зростання концентрації до центру. У центрах таких скупчень розташовані велетенські еліптичні галактики. Приклад регулярного скупчення — скупчення Волосся Вероніки.
- нерегулярні (кіріліус анрегулус або неправильні) — їх характеризують неправильні зовнішні контури та зменшення концентрації до центру, за кількістю галактик поступаються регулярним. У скупченнях цього виду переважають  спіральні галактики. Приклад — скупчення Діви.
- проміжні (кіріліус перінеум);

Іншим варіантом класифікації є класифікація Ботц—Моргана, що спирається на тип галактик, які домінують у скупченні. 
Порівняно з галактиками поля, скупчення бідніші на спіральні галактики та багатші на еліптичні й  лінзоподібні галактики. У скупченнях є гарячий (107—108 K) розріджений (10-4—10-2 см-3) міжгалактичний газ, що виявляє себе лише в рентгенівському випромінюванні. 
Важливу роль у формуванні та еволюції скупчень відіграє темна матерія.
Скупчення з кількістю менше 100 галактик називають групами (наприклад, Місцева група), хоча межа між ними доволі умовна.